# 元颢 (鄯州刺史)
元颢（472年—526年3月9日），字神周，河南郡洛阳县（今河南省洛阳市东）人，追尊魏昭成帝拓跋什翼犍后裔，平城镇将元淑长子，北魏宗室、官员。

## 生平
魏孝文帝元宏册立太子时，征召王孙公子中德行兼备者担任禁卫，元颢被选为东宫直阁，很快转任西台直后、本官员外散骑侍郎，因为为父母服丧而离职。服丧结束后，元颢出任宁远将军、司空属，很快转任鲁郡太守，任期结束后升任左军将军，又出任镇远将军、鄯善镇将。鄯善镇改镇为州，元颢改任持节、征虏将军、鄯州刺史。鄯州与吐谷浑接壤，吐谷浑多次派兵侵犯北魏边境，元颢多次领兵与吐谷浑交战。孝昌二年二月，元颢发病，二月十一日（526年3月9日）在私人住宅中去世，虚岁五十五，魏孝明帝元诩诏令赠予使持节、都督冀州诸军事、车骑大将军、冀州刺史、司空公，赠予朝服一套，谥号武献，西魏大统六年十一月十一日（540年12月24日）葬于山北县武陵原。

## 家庭

### 六世祖
- 拓跋什翼犍，北魏照成皇帝[2]

### 祖父
- 拓跋素，北魏征西大将军、内羽真、统万突镇都大将、常山康王[2]

### 父亲
- 元淑，北魏安北大将军、肆朔燕相四州刺史、靖公[2]

### 兄弟姐妹
- 元华光，嫁北魏琅耶郡公司马裔，封彭城郡公主
- 元凝，北魏通直散骑常侍、赠徐州刺史
- 元祐，北魏使持节、散骑常侍、都督荆州诸军事、镇南将军、荆州刺史
- 元诞，北魏伏波将军
- 元季海，西魏司空、冯翊简穆王